# Longitarsus cerinthes
Longitarsus cerinthes is een keversoort uit de familie bladkevers (Chrysomelidae). De wetenschappelijke naam van de soort werd in 1798 gepubliceerd door Franz Paula von Schrank.